# شاهبانوی رودزیا
شاهبانوی رودزیا یا ملکه رودزیا (انگلیسی: Queen of Rhodesia عنوانی بود که برای الیزابت دوم به عنوان رئیس دولت رودزیا در قانون اساسی پس از اعلامیه استقلال یکجانبه این کشور از بریتانیا اعلام شد. با این حال، این موقعیت تنها تحت قانون اساسی رودزیا در سال ۱۹۶۵ وجود داشت و در سایر نقاط جهان به رسمیت شناخته نشد. دولت بریتانیا همراه با سازمان ملل متحد و تقریباً همه دولت‌ها، اعلام استقلال را اقدامی غیرقانونی می‌دانستند و در هیچ جای دیگری وجود تاج و تخت بریتانیا با موقعیت جداگانه در رودزیا پذیرفته نشد. با تبدیل شدن رودزیا به جمهوری در سال ۱۹۷۰، وضعیت یا وجود این دفتر دیگر قابل مباحثه و اعتراض نبود.